# Європейська хорова академія
Європейська хорова академія (нім. EuropaChorAkademie) — німецький змішаний хор, заснований Джошардом Даусом у 1997 році як колектив утворений студентами двох музичних університетів, Університету Майнца та Бременського університету мистецтв. Хор виступає на міжнародній арені тзаписує хорові твори, у тому числі, «Друга симфонія» Г. Малера і А. Шенберга «Мойсей і Аарон». 

## Історія
Європейська хорова академія була заснована в 1997 році диригентом Джошардом Даусом як хор для концертів і професійних студійних записів, утворений молодими професіоналами, студентами двох музичних університетів, Університету Майнца і Бременського університету мистецтв. Молоді співаки з Європи, Латинської Америки та Азії співпрацюють над проектами для концертів та записів компакт-дисків. 
Першим проектом була «Друга симфонія» Густава Малера, з Майклом Джиленом і Симфонічним оркестром SWR у містах Баден-Баден і Фрайбург. Перший концертний тур відбувся у 1998 році до Греції, з дириентом Гердом Альбрехтом. У тому ж році вони виконали і записали «Ромео і Джульєтту» Гектора Берліоза з Симфонічним оркестром SWR під керівництвом Сільвена Камбреліна. Рецензент відзначив їх позитивний внесок і зазначив, що їх «примарний, виснажений, приглушений спів» у частині III вражає. У 1999 році Даус здійснив тур по Іспанії, виконуючи Й. Баха «Пристрасті за Іоанном». У цьому ж році хор виступив з прем'єрою у США «Реквіємом для молодого поета» Берна Алоїса Ціммерманна в Карнегі-Холі в Нью-Йорку. 
У 2000 році на фестивалі Екс-ан-Прованс хор взяв участь у постановці «Макропулос» Леоша Яначека під керівництвом Саймона Ретта. Вони виконали «Реквієм для молодого поета» Берна Алоїса Ціммерманна на фестивалі в Люцерні 2003 року під керівництвом Інго Метцмахера. У 2004 році хор виступив на Великодньому фестивалі в Люцерні з «Реквієм» Гектора Берліоза. У цьому ж році вони виконали «Військовий реквієм» Б. Бріттена в Майнцькому соборі з філармонійним оркестром Північно-західної Німеччини. У 2007 році хор знову співпрацював з Північно-німецькою філармонією над творами Франсіса Пуленка «Stabat Mater» і Антона Брукнера «Mass № 3 фа мінор», у тому числі з Берлінською філармонією. Вони взяли участь у прем'єрі переробленої Симфонії №8 Кшиштофа Пендерецького на концерті-відкритті Пекінського музичного фестивалю 2008 року, на якому диригентом був сам композитор. 
Європейська хорова академія співпрацювала з Володимиром Юровським і Лондонським філармонічним оркестром в оперних постановках фестивалю у м. Баден-Баден, включаючи виконання у 2008 році опер Рихарда Вагнера «Лоенгрін» і Ериха Корнгольда «Чудо Хеліан». 
У 2009 і у 2010 роках Європейська хорова академія була нагороджена Призом німецьких критиків Midem Classical за запис «Реквієм для молодого поета» Берна Алоїса Ціммерманна спільно із солістами, Чеського філармонійного хору м. Брно, Словацького філармонійного хору, квінтету Еріка Влоіманса та диригентом Бернардом Контарським для лейбла Cybele. У 2014 році спільно із Францом Грюндхебером та симфонічним оркестром SWR під орудою С. Камбрелінга вони записали незакінчену оперу Арнольда Шенберга «Мойсей і Аарон». У рецензії зазначалося, що хор був надзвичайно виразним у своїй важливій драматичній функції, де хор - не коментатор, як у давньогрецькій драмі, а актор ( нім. dramatischer Handlungsträger - драматичний актор ). У 2015 році запис був номінований на «Греммі» у номінації «Найкращий оперний запис».
Із вересня 2022 року художнім керівником Європейської хорової академії призначено Яна Хоффманна, який упродовж 1998-2023 роках працював керівником хору та диригентом оперного театру Гіссена, керівником хору Саксонської державної опери Дрездена. Під орудою Яна Хоффманна хор Європейської хорової академії бере участь у спільних концертах із Гамбурзьким симфонічним оркестром, оркестром NDR Radiophilharmonie,  ансамблем Auditiv Vokal Dresden, Музичним корпусом Збройних сил Німеччини. 

## Вибрані записи
- 1998: Мендельсон «Паулус» / Даус / Бах-Ансамбль Європейської хорової академії / Оркестр SWR[7]
- 1999: Й. Бах «Меса сі бемоль мінор» / Даус / Бах-Ансамбль Європейської хорової академії / Мюнхенський Симфонічний оркестр[7]
- 2000: Й. Бах «Пристрасті за Іоанном» Даус / Бах-Ансамбль Європейської хорової академії[7]
- 2001: Г. Берліоз «Ромео і Джульєтта» / Камбрелінг / Оркестр SWR[7]
- 2004: Г. Малер «Симфонія № 8» / Джилен / Оркестр SWR[7]
- 2009: Б. Ціммерман «Реквієм для молодого поета» / Контарський[7]
- 2010: Ф. Ліст «Христос» / Даус, Костенко, Бріллембур, Девальд, Солтер[7]
- 2011: Й. Бах «Меса сі бемоль мінор» / Даус, Вілсберг Лунд, Бріллембург, Зюс, Нольте[7]
- 2012: К. Орф «Катуллі Карміна» / Камбрелінг[7]
- 2012: В. Моцарт «Реквієм» / Даус[7]
- 2012: Дж. Верді «Месса і Реквієм» / Камбрелінг[7]
- 2012: Й. Брамс «Циганські пісні» / Даус[7]
- 2012: Ф. Пуленк «Стабат Матер» / Даус[7]
- 2014: А. Шонберг «Мойсей і Аарон» / Камбрелінг, Оркестр SWR[7]